# Challenger ATP Club Premium Open 1995
Il Challenger ATP Club Premium Open 1995 è stato un torneo di tennis facente parte della categoria ATP Challenger Series nell'ambito dell'ATP Challenger Series 1995. Il torneo si è giocato a Quito in Ecuador dal 26 giugno al 2 luglio 1995 su campi in terra rossa.

## Vincitori

### Singolare
Luis Morejon ha battuto in finale  Jérôme Golmard che si è ritirato sul punteggio di 6–4, 5–6

### Doppio
Ivan Baron /  Ian Williams hanno battuto in finale  Pablo Campana /  Nicolás Lapentti con il punteggio di 6–3, 3–6, 6–3